# Флаг Приднестровской Молдавской Республики

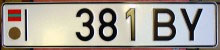
Флаг ПМР на автомобильном номере

Государственный флаг Приднестровской Молдавской Республики (молд. Драпелул де Стат а Републичий Молдовенешть Нистрене, укр. Державний прапор Придністровської Молдавської Республіки) — один из государственных символов непризнанного государства Приднестровской Молдавской Республики. Принят 2 сентября 1991 года, в первую годовщину провозглашения Приднестровской Молдавской Советской Социалистической Республики.

## Описание

Государственный флаг Приднестровской Молдавской Республики представляет собой прямоугольное полотнище двухсторонне красного цвета. Посередине полотнища каждой стороны во всю его длину располагается полоса зелёного цвета.
В левом углу верхней части полосы красного цвета располагается основной элемент герба Приднестровской Молдавской Республики — серп и молот золотистого цвета с красной пятиконечной звездой, обрамленной каймой золотистого цвета.
Зелёная полоса составляет одну четвертую ширины Государственного флага. Отношение ширины флага к её длине — 1/2.
Серп и молот вписываются в условный квадрат, сторона которого равна 1/5 ширины Государственного флага. Острый конец серпа приходится посередине верхней стороны квадрата, рукоятки серпа и молота упираются в нижние углы квадрата.
Пятиконечная звезда вписывается в условную окружность диаметром в 1/10 ширины Государственного флага, касающаяся верхней стороны условного квадрата.
Расстояние вертикальной оси звезды, серпа и молота от древка равняется 1/4 ширины Государственного флага.

Расстояние от верхней кромки до центра звезды — 1/10 ширины Государственного флага.

## Другие флаги Приднестровья

Вариант флага ПМР: флаг МССР без звезды, серпа и молота
Штандарт президента ПМР

## История флага

### Молдавское княжество

Молдавский стяг в Битве у Байи
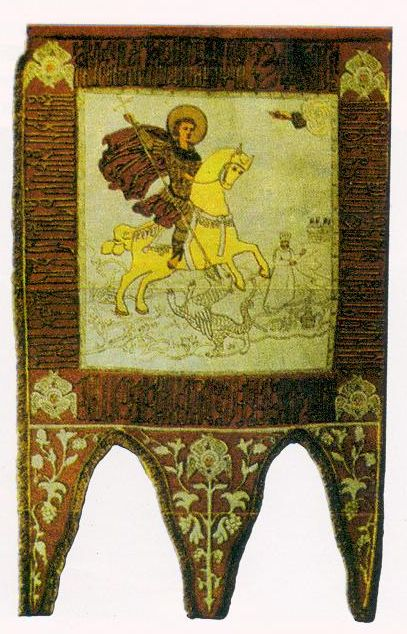
Военная хоругвь 1500 год
Молдавский флаг в Битве при Обертыне
Господарское знамя Иеремии Могилы, 1601 год

### Молдавская Демократическая Республика

Государственный флаг Молдавской Демократической Республики
Знамя Молдавской Демократической Республики
Знамя Краевого Совещания Бессарабии
Знамя Первого пехотного полка МДР. 1918 год

### Молдавская Автономная Советская Социалистическая Республика

Первый флаг Автономной Молдавской Социалистической Советской Республики → Молдавской Автономной Советской Социалистической Республики (19 октября 1925 — 6 января 1938)
Второй флаг Молдавской АССР (6 января 1938 — 27 февраля 1938)
Третий флаг Молдавской АССР (27 февраля 1938—1940)

### Молдавская Советская Социалистическая Республика

Первый флаг Молдавской ССР (10 февраля 1941 — 31 января 1952)
Второй флаг Молдавской ССР → Советской Социалистической Республики Молдовы (31 января 1952 — 27 апреля 1990)

Ныне, вместо собственного оригинального флага, власть ПМР использует точную копию второго флага Молдавской ССР и Российский триколор.

## Законодательные положения
- Государственный флаг Приднестровской Молдавской Республики и его изображение, независимо от их размеров, всегда должны в точности соответствовать цветному и схематическому изображениям, прилагаемым к настоящему Закону[3]. (Приложение № 1 и № 2).
- Допускается воспроизведение Государственного флага различных размеров, из различных материалов и в виде вымпела, а также в упрощённом виде (кроме органов власти и управления) — полотнище без звезды, серпа и молота[3].
- Не допускается использование органами государственной власти и управления, местными Советами народных депутатов, государственными администрациями Государственного флага в упрощённом виде[3].

## Использование флага
- Государственный флаг ПМР поднят постоянно на зданиях[3]: резиденции Администрации Президента ПМР, на зданиях, в которых размещаются Верховный Совет ПМР, Правительство ПМР, Конституционный, Верховный и Арбитражный суды ПМР, центрального банка, Прокуратуры ПМР, Счётной палаты ПМР, резиденции Уполномоченного по правам человека в ПМР, Центральной избирательной комиссии ПМР, иных органов государственной власти, а также местных представительных и исполнительных органов государственной власти.
- Государственный флаг ПМР устанавливается постоянно в залах заседаний Верховного Совета ПМР и Правительства ПМР, в рабочих кабинетах Президента ПМР, руководителей представительной, исполнительной и судебной власти, прокуратуры, а также может находиться на транспортных средствах Президента ПМР и Председателя Верховного Совета ПМР.
- На зданиях официальных представительств ПМР за границей или при международных организациях Государственный флаг ПМР поднимается в соответствии с нормами международного права, правилами дипломатического протокола и традициями страны пребывания.
- На зданиях министерств и ведомств, других государственных органов власти и управления, местного самоуправления в Приднестровской Молдавской Республике, предприятий, учреждений, организаций и на жилых домах Государственный флаг поднимается в дни государственных праздников ПМР.

Государственный флаг ПМР в порядке, предусмотренном Правительством ПМР, а в иных случаях с разрешения государственных администраций, может быть поднят на указанных в настоящей статье зданиях и в другие дни.
- Государственный флаг ПМР может быть поднят и (или) установлен в помещении также при церемониях и других торжественных мероприятиях, проводимых государственными органами власти и управления, местного самоуправления, предприятиями, учреждениями и организациями.

Поднятие и (или) установка в помещении Государственного флага ПМР при церемониях и других торжественных мероприятиях, проводимых предприятиями, учреждениями и организациями, проводится в соответствии с Положением о порядке поднятия Государственного флага, утверждённым Правительством ПМР.
- Государственный флаг ПМР на зданиях, перечисленных в статьях 5, 7, и 8 настоящего Закона, поднимается на флагштоках, установленных на зданиях или перед фасадом зданий, либо в специальных держателях, прикреплённых на фасадах зданий с таким расчётом, чтобы древко Государственного флага с фасадом образовали угол не менее 45 градусов, и нижняя часть флага находилась на высоте не менее 2,5 метров от земли.
- На транспортных средствах, указанных в статье 6 настоящего Закона, Государственный флаг устанавливается на специальных флагштоках.
- При одновременном поднятии Государственного флага ПМР и иных флагов Государственный флаг ПМР должен быть поднят с левой стороны здания (при нахождении наблюдателя лицом к фасаду), а любой другой флаг — с правой стороны; при одновременном поднятии нескольких флагов Государственный флаг ПМР должен располагаться в центре (при нечётном числе флагов — левее центра).

При одновременном поднятии Государственного флага ПМР и иных флагов размер иных флагов не может превышать размеров Государственного флага ПМР.
- Государственный флаг ПМР не поднимается на зданиях, находящихся на капитальном ремонте, в аварийном состоянии, или на зданиях, у которых ремонтируется фасад, за исключением военного времени, а также в других случаях, определяемых органами государственной власти.
- Государственный флаг ПМР может быть поднят в знак траура. В таких случаях в верхней части древка (мачты) Государственного флага ПМР крепится чёрная лента, длина которой равна длине полотнища флага. В знак траура Государственный флаг ПМР может быть приспущен до половины мачты, в этом случае чёрная лента на Государственном флаге не крепится.
- Полномочия по поднятию Государственного флага ПМР на зданиях предприятий, учреждений и организаций с соблюдением требований, изложенных в настоящем Законе, возлагается на руководителей этих предприятий, учреждений и организаций, а при поднятии Государственного флага на жилых домах, являющихся собственностью физических лиц, — на владельцев этих домов.

## Проекты национального флага

Российский флаг

В мае 2009 года в Верховном Совете Приднестровской Молдавской Республики обсудили предложение о замене национального флага (красно-зелёно-красного) на российский триколор, но с изменённым соотношением сторон: 1:2 вместо 2:3. С подобной инициативой выступили правящая партия «Обновление» и ряд общественных организаций. Предлагалось внести поправки в закон о государственной символике, «учредив национальный флаг, представляющий собой полотнище из трёх равновеликих горизонтальных полос: белого, синего и красного цвета». Планировалось, что на синем поле предполагаемого национального флага Приднестровья будет помещён приднестровский герб или иной отличительный символ.
12 апреля 2017 года ВС ПМР принял закон, который определил правила использования российского флага совместно с приднестровским, а также указаны места постоянной совместной установки.